# A 13-as raktár epizódjainak listája
Ez a szócikk a 13-as raktár című amerikai televíziós sorozat epizódjainak listáját tartalmazza. A sorozat 5. évad után végleg befejeződött 2014. május 19-én. Magyarországon a Viasat6 sugározta.

## Évados áttekintés
| Évad | Évad | Részek száma | Részek száma | Eredeti sugárzás  | Eredeti sugárzás     | Eredeti adó | Magyar sugárzás   | Magyar sugárzás    | Magyar adó |
| Évad | Évad | Részek száma | Részek száma | Évadbemutató      | Évadzáró             | Eredeti adó | Évadbemutató      | Évadzáró           | Magyar adó |
| ---- | ---- | ------------ | ------------ | ----------------- | -------------------- | ----------- | ----------------- | ------------------ | ---------- |
|      | 1.   | 12           | 12           | 2009. július 7.   | 2009. szeptember 22. | Syfy        | 2011. július 14.  | 2011. október 6.   | Viasat6    |
|      | 2.   | 13           | 13           | 2010. július 6.   | 2010. december 7.    | Syfy        | 2011. október 13. | 2012. január 12    | Viasat6    |
|      | 3.   | 13           | 13           | 2011. július 11.  | 2011. december 6.    | Syfy        | 2012. október 18. | 2013. január 10.   | Viasat6    |
|      | 4.   | 20           | 20           | 2012. július 23.  | 2013. július 8.      | Syfy        | 2014. január 16.  | 2014. május 29.    | Viasat6    |
|      | 5.   | 6            | 6            | 2014. április 14. | 2014. május 19.      | Syfy        | 2014. november 5. | 2014. december 10. | Viasat6    |

## Első évad (2009)
| 1-2 | Pilot / Bevezetés          | 2009. július 7. / 2011. július 14.          |  |  |  |  |
|     |                            |                                             |  |  |  |  |
| 3   | Resonance / Rezonancia     | 2009. július 14. / 2011. július 28.         |  |  |  |  |
|     |                            |                                             |  |  |  |  |
| 4   | Magnetism / Mágnesesség    | 2009. július 21. / 2011. augusztus 4.       |  |  |  |  |
|     |                            |                                             |  |  |  |  |
| 5   | Claudia / Claudia, Claudia | 2009. július 28. / 2011. augusztus 11.      |  |  |  |  |
|     |                            |                                             |  |  |  |  |
| 6   | Elements / A négy elem     | 2009. augusztus 4. / 2011. augusztus 18.    |  |  |  |  |
|     |                            |                                             |  |  |  |  |
| 7   | Burnout / Kiégve           | 2009. augusztus 11. / 2011. augusztus 25.   |  |  |  |  |
|     |                            |                                             |  |  |  |  |
| 8   | Implosion / Beszívás       | 2009. augusztus 18. / 2011. szeptember 1.   |  |  |  |  |
|     |                            |                                             |  |  |  |  |
| 9   | Duped / Svindli            | 2009. augusztus 25. / 2011. szeptember 8.   |  |  |  |  |
|     |                            |                                             |  |  |  |  |
| 10  | Regrets / Bűnbánat         | 2009. szeptember 1. / 2011. szeptember 15.  |  |  |  |  |
|     |                            |                                             |  |  |  |  |
| 11  | Breakdown / Üzemzavar      | 2009. szeptember 8. / 2011. szeptember 22.  |  |  |  |  |
|     |                            |                                             |  |  |  |  |
| 12  | Nevermore / Soha már!      | 2009. szeptember 15. / 2011. szeptember 29. |  |  |  |  |
|     |                            |                                             |  |  |  |  |
| 13  | MacPherson / MacPherson    | 2009. szeptember 22. / 2011. október 6.     |  |  |  |  |
|     |                            |                                             |  |  |  |  |

## Második évad (2010)
| 14 | Time Will Tell / Az idő elárulja       | 2010. július 6. / 2011. október 13.       |  |  |  |  |
|    |                                        |                                           |  |  |  |  |
| 15 | Mild Mannered / A szuperhős            | 2010. július 13. / 2011. október 20.      |  |  |  |  |
|    |                                        |                                           |  |  |  |  |
| 16 | Beyond Our Control / Mozi 3D-ben       | 2010. július 20. / 2011. október 27.      |  |  |  |  |
|    |                                        |                                           |  |  |  |  |
| 17 | Age Before Beauty / Ifjúság mindenáron | 2010. július 27. / 2011. november 3.      |  |  |  |  |
|    |                                        |                                           |  |  |  |  |
| 18 | 13.1 / Mesterséges intelligencia       | 2010. augusztus 3. / 2011. november 10.   |  |  |  |  |
|    |                                        |                                           |  |  |  |  |
| 19 | Around the Bend / A szikla peremén     | 2010. augusztus 10. / 2011. november 17.  |  |  |  |  |
|    |                                        |                                           |  |  |  |  |
| 20 | For the Team / A csapatért             | 2010. augusztus 17. / 2011. november 24.  |  |  |  |  |
|    |                                        |                                           |  |  |  |  |
| 21 | Merge with Caution / Testcsere         | 2010. augusztus 24. / 2011. december 1.   |  |  |  |  |
|    |                                        |                                           |  |  |  |  |
| 22 | Vendetta / Vendetta                    | 2010. augusztus 31. / 2011. december 8.   |  |  |  |  |
|    |                                        |                                           |  |  |  |  |
| 23 | Where and when / Hol és mikor?         | 2010. szeptember 7. / 2011. december 15.  |  |  |  |  |
|    |                                        |                                           |  |  |  |  |
| 24 | Buried / Eltemetve                     | 2010. szeptember 14. / 2011. december 29. |  |  |  |  |
|    |                                        |                                           |  |  |  |  |
| 25 | Reset / Búcsú                          | 2010. szeptember 21. / 2012. január 5.    |  |  |  |  |
|    |                                        |                                           |  |  |  |  |
| 26 | Secret Santa / A trükkös Télapó        | 2010. december 7. / 2012. január 12.      |  |  |  |  |
|    |                                        |                                           |  |  |  |  |

## Harmadik évad (2011)
| 27 | The New Guy / Az új fiú                     | 2011. július 11. / 2012. október 18.      |
| Miközben Artie és Claudia Jimi Hendrix megkergült gitárját hatástalanítja, a kilépett Myka helyére Artie új társat talál Steve Jinks ügynök személyében, aki mindig tudja, ha valaki hazudik. Első közös ügyükben az elveszett fóliáns oldalai ölik az embereket. Pete Myka segítségét kéri az ügyben, és megismerkednek Sally Stukowski FBI-ügynökkel. Mrs. Frederic a bebörtönzött, de holografikus képként megjelenő H. G. Wells ügynök segítségével ráveszi Mykát, hogy visszatérjen a 13-as raktárba.                           |                                             |                                           |
| 28 | Trials / Próbatétel                         | 2011. július 18. / 2012. október 25.      |
| Intelligens, tanult emberek válnak agyilag órák alatt gyermekké. Leépülésüket egy nyakkendőtű okozza, mellyel tulajdonosuk információt szedhet ki bárkiből. Pete is áldozatául esik ennek, Mykáé a feladat, hogy kiderítse mi történt. Steve és Claudia Tífuszos Mary bárdját igyekszik megszerezni egy árverésen. |                                             |                                           |
| 29 | Love Sick / Gólem vírus                     | 2011. július 25. / 2012. november 1.      |
| Egy számítógépen át terjedő vírus hatására az emberek agyaggá változnak. Okozója Emet medálja, melyet egy kukkolni vágyó hekker srác visel. Veszélybe kerül Artie, Vanessa és Hugo is. Közben a raktárban Myka és Pete megpróbálja kitalálni, miért is ébrednek egy ágyban meztelenül és mi történt Jinksszel. |                                             |                                           |
| 30 | Queen for a Day / A méh-királynő            | 2011. augusztus 1. / 2012. november 8.    |
| Felbukkan Pete exfelesége, Amanda, hogy esküvőjére visszakérje Pete-től egykori gyűrűjét. Leena fogadójában azonban egy műtárgyból egy Hatsepszut által készített arany méh esik a táskájába és hazatérése után meg is csípi Amandát. Ezután akihez hozzáér, az alattvalójává válik és minden kívánságát teljesíti, végül mindenkire rátámadnak. Pete és Myka Amanda után megy, hogy megtalálják a méhet. Steve Jinks és Claudia Ulysess Grant tábornok flaskáját keresi egy színészek által újrajátszott háború közepette.          |                                             |                                           |
| 31 | 3... 2... 1 / 3, 2, 1                       | 2011. augusztus 8. / 2012. november 15.   |
| Artie ismét kénytelen H. G. Wells segítségét igénybe venni, mert felbukkan Józsua kürtje, mely megsemmisíti, amire ráirányítják. Wells már saját korában is nyomozott utána. A kürt egyik áldozatának fia talált rá, aki azt felhasználva kapcsolatot akar teremteni apja gyilkosaival. |                                             |                                           |
| 32 | Don't Hate the Player / 13-as erőd          | 2011. augusztus 15. / 2012. november 22.  |
| Fargo barátaival egy valódi élményeket, érzéseket nyújtó számítógépes kalandjátékot hoz létre, ám az élmények még teljesebbé tételéhez egy műtárgyat, Beatrix Potter teáskészletét használják. Ez felerősíti az emberek félelmeit, így a játék egyre veszélyesebbé válik a szereplők számára. Mikor Fargo és Jerry a játékban ragad, Pete, Myka és Claudia is belép, hogy kihozza őket. Közben Artie és Jinks egy képtárban egy vihart okozó Van Gogh képet igyekszik kicserélni másolatra, ahol Stukowski FBI-ügynök is megjelenik. |                                             |                                           |
| 33 | Past Imperfect / Árnyak a múltból           | 2011. augusztus 22. / 2012. november 29.  |
| Egy műtárgy begyűjtése során Denverben Myka észreveszi a férfit, aki három évvel korábban lelőtte szerelmét és társát, Samet. Myka feleleveníti a régi ügyet és Pete-tel együtt a gyilkos nyomába ered. Claudia és Jinks egy különleges ajtógomb keresésére indul, majd elkábítják őket és a tárgyat ellopják tőlük. Egy kutya a szemtanújuk, akiből Artie megpróbálja kiszedni, "mit tud". A nyomok Sally Stukowski ügynök felé vezetnek.                                                                                           |                                             |                                           |
| 34 | The 40th Floor / A 40. emelet               | 2011. augusztus 29. / 2012. december 6.   |
| Egyre több rektor hal meg vagy tűnik el, és Sally Stukowski ellen halmozódnak a bizonyítékok. Miközben Jinks és Mrs. Frederick őt vallatják, Artie és Myka csapdába esik egy pusztuló felhőkarcolóban három rektor társaságában, Pete és Claudia pedig a pusztulást okozó műtárgy ellenszerét próbálja megtalálni. Az egyik rektor, Jane, Pete anyja. Jinks akció közben ellenszegül Mrs. Fredericknek, aki kirúgja ezért. |                                             |                                           |
| 35 | Shadows/ Séta, a múltban                    | 2011. szeptember 12. / 2012. december 13. |
| Pete dühös anyjára, amiért titkolta előtte, hogy ő is rektor. A csapat a rektorokat támadó zsoldosok megbízója után kutat. Jane emlékei között lehet a nyom, egy műtárgy segítségével ő és fia lépnek be Jane emlékeibe, hogy megtalálják. Walkter Sykes, akitől még gyermekkorában szerzett meg Jane egy műtárgyat az, aki most a raktár ellen dolgozik. Portlandban egy fiatal lány haragjában eltünteti maga körül ismerőseit. Myka és Claudia ennek okára próbál rájönni.                                                        |                                             |                                           |
| 36 | Insatiable / Farkas-éhség                   | 2011. szeptember 19. / 2012. december 20. |
| Myka, Pete és Artie olyan műtárgyat keres, mely hatására egy kisváros emberei zombiszerű lényekké kezdtek válni. Claudia számára a raktár egyik műtárgya halált jósol, ő ezt próbálja meg elkerülni. Miután ez sikerül, elfogadja egy fiatal srác meghívását annak zenekarába. A kirúgott Jinks ügynököt behálózza Walter Sykes. |                                             |                                           |
| 37 | Emily Lake (1. rész) / Emily Lake (1. rész) | 2011. október 3. / 2012. december 27.     |
| Sykes után nyomozva Myke és Pete Emily Lake-re bukkannak, vagyis H.G. Wellsre, aki a rektorok jóvoltából új életet, új emlékeket kapott. Marcus és Jinks elkapja Emilyt, megszerzik az érmét Pete-éktől, mely H.G. emlékeit rejti, közben fény derül rá, hogy Jinks valójában beépült közéjük, hogy kifürkéssze Sykes terveit. Miután Sykes megszerezte, amit akart, Jinkset megölik. |                                             |                                           |
| 38 | Stand (2. rész) / Az állvány (2. rész)      | 2011. október 3. / 2013. január 3.        |
| Steve Jinks utolsó hátrahagyott információiból arra a következtetésre jutnak, hogy Sykes rátalált a rektorok ősi szentélyére, ezért a csapat Hongkongba tart. A szentély helyett egy portálkapu vezet Hongkongból vissza a 13-as raktárba, melyet az emlékeit visszakapott H. G.-nek sikerül kinyitni. A raktárban Sykes-ot legyőzik, Claudia megbosszulja Marcuson Steve halálát, ám egy a Sykes tolószékébe rejtett nukleáris bomba elpusztítja az egész raktárat, és Mrs. Frederick is a robbanás áldozata lesz a fogadóban.      |                                             |                                           |
| 39 | The Greatest Gift / A legnagyobb ajándék    | 2011. december 6. / 2013. január 10.      |
| Pete a raktár "karácsonyi során" megérint egy tárgyat, egy régi kefét, mely "kisöpri" őt a valóságból. Abban a valóságban ezért a raktár vezetője MacPherson, Artie börtönben van, Myka még mindig szövetségi ügynök és Claudia egy diliházban él. |                                             |                                           |

## Negyedik évad (2012-13)
| Sor. | Év. | Cím                                                  | Rendező            | Író                             | Premier                                | Nézettség   | Gyártási szám |
| ---- | --- | ---------------------------------------------------- | ------------------ | ------------------------------- | -------------------------------------- | ----------- | ------------- |
| 39.  | 1.  | Új remény (A New Hope)                               | Chris Fisher       | Jack Kenny                      | 2012. július 23. 2014. január 16.      | 2,14 millió | 401           |
| 40.  | 2.  | A bennünk lakó gonosz (An Evil Within)               | Constantine Makris | Holly Harold                    | 2012. július 30. 2014. január 23.      | 1,67 millió | 402           |
| 41.  | 3.  | Személyes holmik (Personal Effects)                  | Andrew Seklir      | Ian Stokes                      | 2012. augusztus 6. 2014. január 30.    | 1,63 millió | 403           |
| 42.  | 4.  | Mindennek van árnyoldala (There's Always a Downside) | Constantine Makris | Drew Z. Greenberg               | 2012. augusztus 13. 2014. február 6.   | 1,56 millió | 404           |
| 43.  | 5.  | Mindennek megvan az ára (No Pain, No Gain)           | Jay Chandrasekhar  | Nell Scovell                    | 2012. augusztus 20. 2014. február 13.  | 1,87 millió | 405           |
| 44.  | 6.  | Szilánkok (Fractures)                                | Chris Fisher       | Benjamin Raab & Deric A. Hughes | 2012. augusztus 27. 2014. február 20.  | 1,87 millió | 406           |
| 45.  | 7.  | Végtelen csoda (Endless Wonder)                      | Michael McMurray   | Bob Goodman                     | 2012. szeptember 10. 2014. február 27. | 1,66 millió | 407           |
| 46.  | 8.  | Második esély (Second Chance)                        | Constantine Makris | Diego Gutierrez                 | 2012. szeptember 17. 2014. március 6.  | 1,32 millió | 408           |
| 47.  | 9.  | A szeretteink (The Ones You Love)                    | Howie Deutch       | Nell Scovell                    | 2012. szeptember 24. 2014. március 13. | 1,49 millió | 409           |
| 48.  | 10. | Mind elbukhatunk (We All Fall Down)                  | Chris Fisher       | Holly Harold                    | 2012. október 1. 2014. március 20.     | 1,62 millió | 410           |
| 49.  | 11. | Élők és holtak (The Living and the Dead)             | Millicent Shelton  | Drew Z. Greenberg               | 2013. április 29. 2014. március 27.    | 1,51 millió | 411           |
| 50.  | 12. | A természet lány ölén (Parks and Rehabilitation)     | Larry Teng         | Ian Stokes                      | 2013. május 6. 2014. április 3.        | 1,28 millió | 412           |
| 51.  | 13. | Könyvnoár (The Big Snag)                             | Chris Fisher       | John-Paul Nickel                | 2013. május 13. 2014. április 10.      | 1,27 millió | 413           |
| 52.  | 14. | A valódi mágia (The Sky's the Limit)                 | Jack Kenny         | Michael Jones-Morales           | 2013. május 20. 2014. április 17.      | 1,08 millió | 414           |
| 53.  | 15. | Ösztön (Instinct)                                    | Jennifer Lynch     | Bob Goodman                     | 2013. június 3. 2014. április 24.      | 1,36 millió | 415           |
| 54.  | 16. | A szökevény (Runaway)                                | Matthew Hastings   | Ian D. Maddox & Marque Franklin | 2013. június 10. 2014. május 1.        | 1,66 millió | 416           |
| 55.  | 17. | Megfizetsz a vétkeidért (What Matters Most)          | Chris Fisher       | Diego Gutierrez                 | 2013. június 17. 2014. május 8.        | 1,36 millió | 417           |
| 56.  | 18. | Elveszett és megtaláltatott (Lost & Found)           | Howie Deutch       | Benjamin Raab & Deric A. Hughes | 2013. június 24. 2014. május 15.       | 1,11 millió | 418           |
| 57.  | 19. | Szűkre szabott idő (All the Time in the World)       | Chris Fisher       | Holly Harold                    | 2013. július 1. 2014. május 22.        | 1,42 millió | 419           |
| 58.  | 20. | Az igazság fáj (The Truth Hurts)                     | Jack Kenny         | Drew Z. Greenberg               | 2013. július 8. 2014. május 29.        | 1,42 millió | 420           |

## Ötödik évad (2014)
| Sor. | Év. | Cím                                         | Rendező               | Író                             | Premier                              | Nézettség   | Gyártási szám |
| ---- | --- | ------------------------------------------- | --------------------- | ------------------------------- | ------------------------------------ | ----------- | ------------- |
| 59.  | 1.  | Végtelen borzalom (Endless Terror)          | Jack Kenny            | Jack Kenny                      | 2014. április 14. 2014. november 5.  | 1,17 millió | 501           |
| 60.  | 2.  | Titkos szolgálatok (Secret Services)        | Robert Duncan McNeill | Bob Goodman                     | 2014. április 21. 2014. november 12. | 1,15 millió | 502           |
| 61.  | 3.  | A vásár megbűvölt fia (A Faire to Remember) | Matt Birman           | Holly Harold                    | 2014. április 28. 2014. november 19. | 1,08 millió | 503           |
| 62.  | 4.  | Vad csábítás (Savage Seduction)             | Jack Kenny            | Diego Gutierrez                 | 2014. május 5. 2014. november 26.    | 0,90 millió | 504           |
| 63.  | 5.  | Cangku Shisi 14-es raktár (Cangku Shisi)    | Michael McMurray      | Benjamin Raab & Deric A. Hughes | 2014. május 12. 2014. december 3.    | 0,85 millió | 505           |
| 64.  | 6.  | Végtelen (Endless)                          | Jack Kenny            | John-Paul Nickel                | 2014. május 19. 2014. december 10.   | 1,13 millió | 506           |